# Lomas del Pedregal, San Pablo Villa de Mitla
Lomas del Pedregal är en ort i Mexiko.   Den ligger i kommunen San Pablo Villa de Mitla och delstaten Oaxaca, i den sydöstra delen av landet, 400 km sydost om huvudstaden Mexico City. Lomas del Pedregal ligger 1 704 meter över havet och antalet invånare är 105.
Terrängen runt Lomas del Pedregal är huvudsakligen kuperad, men den allra närmaste omgivningen är platt. Lomas del Pedregal ligger nere i en dal. Runt Lomas del Pedregal är det ganska tätbefolkat, med 58 invånare per kvadratkilometer. Närmaste större samhälle är San Pablo Villa de Mitla, 1,1 km nordväst om Lomas del Pedregal. Trakten runt Lomas del Pedregal består i huvudsak av gräsmarker.